# Rogério Lourenço
Rogério Moraes Lourenço, detto Rogério o Rogério Lourenço (Rio de Janeiro, 20 marzo 1971), è un allenatore di calcio ed ex calciatore brasiliano.

## Caratteristiche tecniche
Giocava come difensore centrale; bilanciava la sua scarsa velocità con il senso dell'anticipo.

## Carriera

### Club
Rogério iniziò la carriera nelle giovanili del Flamengo a tredici anni d'età, e debuttò in prima squadra contro il Coritiba nel 1988; tra il 1988 e il 1994, giocò con la squadra rubronegra, vincendo la Copa do Brasil 1990 ed il Campeonato Brasileiro Série A 1992. In tutto con la maglia del Flamengo ha giocato 282 partite, segnando 23 reti.
Dopo aver lasciato il Flamengo, si trasferì al Cruzeiro, con il quale vinse la Coppa Libertadores 1997, al Guarani e al Paraná. Nel 1999, giocò in Série C con il Fluminense.
Tra il 2000 e il 2001, Rogério tornò a giocare per il Flamengo, e terminò la carriera nel 2003 vestendo la maglia del Vila Nova, squadra dello Stato di Goiás.

### Nazionale
Nel 1987 partecipò al Campionato mondiale di calcio Under-17 e nel 1989 al mondiale Under-20 con altri giocatori delle giovanili del Flamengo come Leonardo, Carlos Germano e Roger.

### Allenatore
Dopo aver allenato le giovanili del Flamengo tra il 2006 ed il 2008, inizialmente come vice di Adílio, assunse la guida del Brasile under 20 nel 2009, vincendo il campionato sudamericano di calcio Under-20 2009 e qualificandosi pertanto al mondiale dello stesso anno.
Nel 2010 ha allenato fino ad agosto il Flamengo. Fino al 7 febbraio 2011 ha allenato il Bahia.

## Palmarès

### Club

#### Competizioni statali
- Campionato Carioca: 3

Flamengo: 1991, 2000, 2001
- Taça Guanabara: 3

Flamengo: 1988, 1989, 2001
- Taça Rio: 2

Flamengo: 1991, 2000
- Campionato Mineiro: 2

Cruzeiro: 1996, 1997

#### Competizioni nazionali
- Coppa del Brasile: 2

Flamengo: 1990
Cruzeiro: 1996
- Campionato brasiliano: 1

Flamengo: 1992

#### Competizioni internazionali
- Copa Master de Supercopa: 1

Cruzeiro: 1994
- Copa de Oro: 1

Cruzeiro: 1995
- Coppa Libertadores: 1

Cruzeiro: 1997

### Allenatore
- Sudamericano Sub-20: 1

2009